# Гай (платформа)
Гай (бел. Гай) — остановочный пункт электропоездов в Осиповичском районе (Могилёвская область, Белоруссия).
Расположен между остановочными пунктами Дачная и Ясень (отрезок Осиповичи — Жлобин железнодорожной линии Минск — Гомель). 
Примерное время в пути со всеми остановками от ст. Минск-Пассажирский — 2 ч. 42 мин.; от ст. Осиповичи I — 23 мин., от ст. Жлобин — 2 ч. 3 мин.
Ближайший населённый пункт — деревня Люлево (расположена примерно в 1 км к югу от остановочного пункта).
Билетная касса в здании платформы отсутствует; билет на проезд можно оплатить у кассиров (электропоезда на данном участке сопровождаются кассирами) или приобрести онлайн.